# Marko Šimić (napadač)
Marko Šimić (Pakrac, 23. siječnja 1988.) hrvatski je nogometaš koji igra na poziciji napadača. Trenutačno je bez kluba.
Karijeru je započeo u juniorskim momčadima Rijeke i Zagreba. Tako je s trenerom Lukom Pavlovićem osvojio je i Prvu HNL-juniora. Seniorsku karijeru započeo je u Rusiji da bi se 2009. vratio u Hrvatsku i zaigrao za Lokomotivu. Nakon isteka ugovora igra u Mađarskoj, ali nakon kratkotrajnog angažmana u niželigašu Muri potpisuje za Inter Zaprešić na dvije sezone.
Nakon talijanskog Pordenone, igra za tri vijetnamska kluba, od kojih s Becamexom osvaja prvenstvo (V League 1) i Vijetnamski kup. Tek dolaskom u Indoneziju ostvaruje sve svoje igračke mogućnosti te s 22 pogotka postaje najbolji strijelac Melaka Uniteda. To mu je omogućilo potpisivanje za jakartsku Persiju s kojom je početkom 2018. osvojio Predsjednički kup, na kojem je bio najbolji strijelac (11 pogodaka) te je proglašen najboljim igračem završnice Kupa (2 pogotka). To je bio prvi Kup za Persiju nakon 18 godina.
Svojim uspjehom oborio je klupski rekord vezan uz broj pogodaka u odnosu na broj nastupa. U Indoneziji uživa naslov zvijezde i javne osobe uz koje se vežu gosotvanja u medijima, agažman u snimanju oglasa i praćenje putem Instagram profila.
Upisao je nastupe za hrvatske nacionalne momčadi do 19, 20 i 21 godine.